# Christian Gamst Miller-Harris
Christian Gamst Miller-Harris (født i Ashington, England) er en dansk-engelsk manuskriptforfatter. Han er opvokset på New Zealand og kom til København som 5-årig. Han har en BA i Film & Drama fra The University of Reading og en kandidatgrad i Filmvidenskab fra Københavns Universitet.
Arbejdede i den danske filmbranche i løbet af studietiden på Københavns Universitet og begyndte at arbejde med kommunikation for SBS TV og sidenhen som programplanlægger på Kanal 5, efter endt studie og før optagelse på filmskolen.
Uddannet som manuskriptforfatter på den Danske Filmskole (årgang 09-11).
Har bl.a. skrevet manus til den Oscar-vindende kortfilm Helium (instrueret af Anders Walter) og OFF-vinderen MINI (instrueret af Milad Alami).
Har herudover været hovedforfatter (med Lasse Kyed Rasmussen) på Backstage en børnesitcom til DR Ultra. 
Hans første spillefilm The Secret Society of Souptown havde premiere i 2015.
Han har medvirket som manuskriptforfatter på den danske tv-serie Dicte (2016) og Bedrag (2016).
Han har for nylig skrevet 12 afsnit af Tinkas Juleeventyr og spillefilmen Brakland.